# Studia Claromontana
Studia Claromontana – rocznik ukazujący się w Warszawie od 1981 roku. Publikowane są w nim artykuły naukowe o charakterze przede wszystkim historyczno-teologicznym poświęcone Jasnej Górze. Redaktorem naczelnym jest Janusz Zbudniewek OSPPE. 